# Hanamači
Hanamači (花街, lit.  »mesto cvetov«) je okrožje, kjer živijo in delajo gejše na Japonskem. Vsak hanamači ima običajno svoje ime, grb in ločeno populacijo gejš, pri čemer gejše običajno ne delajo zunaj svojega okrožja. Hanamači običajno vsebujejo okija (hiše gejš) in očaja (čajnice, kjer gejše zabavajo).
Zgodovinsko gledano je hanamači lahko vseboval veliko število okija in očaja, vseboval pa bi tudi kaburendžō (歌舞練所) – skupno zbirališče gejš, ki je običajno vsebovalo gledališče, prostore, kjer so lahko potekali tečaji tradicionalnih umetnosti in kenban (matični urad), ki bi obravnaval plačilo gejše, ureditev poklica in druge s tem povezane zadeve.
Gion, okrožje gejš v Kjotu, ima tudi poklicno šolo, imenovano njokoba. Številni tamkajšnji učitelji so označeni kot živi nacionalni zaklad.

## Jūkaku
Pred hanamačiji so bile registrirane četrti rdečih luči na Japonskem, znane kot jūkaku (遊廓、遊郭). Trije jūkakuji so bili ustanovljeni na Japonskem v začetku leta 1600: Šimabara v Kjotu leta 1640, Šinmači v Osaki med 1624 in 1644 in Jošivara v Edu (današnji Tokio) leta 1617. Jūkaku je bil prvotno kraj dela tako za jūdžo (遊女, lit.  »prostitutka«) kot za oiran (kurtizane). Tajū, tehnično najvišji čin kurtizane, je prav tako živel v četrtih rdečih luči; vendar se za razliko od oiran niso ukvarjale s spolnim delom in so namesto tega slovele kot zabavljačice višjega razreda, cenjene zaradi svojega usposabljanja v tradicionalnih umetnostih, ki se je običajno začelo že v zgodnjem otroštvu. Tajū so zaposlili samo moški iz višjih slojev in so lahko izbrali, katere stranke želijo angažirati, za razliko od drugih kurtizan.
Po razvoju poklica gejše v jūkakuju sredi 18. stoletja so številne gejše, ki so delale v skupaj z jūdžo in kurtizanami, začele tekmovati z njimi; čeprav je bila zabava, ki so jo ponujale, večinoma (in uradno v celoti) brez spolnega dela, so gejše namesto tega ponujale družbo in zabavo moškim na zabavah in običajno niso bile vezane na enake nadzorne pogodbe kot mnoge kurtizane.
Ker so se razvile iz prej moškega poklica zabavljačev, ki so nastopali na zabavah nekaterih jūdžo, je bilo gejšam včasih zakonsko prepovedano delovati zunaj jūkakuja, kljub temu, da jim je bilo zakonsko prepovedano nastopati kot, delovati kot in krasti stranke kurtizanam; posledično so se mnogi jūkakuji razvili v hanamači.
Vsi trije zdaj ne obstajajo, tako kurtizanska okrožja kot okrožja gejš, čeprav reenaktorji tajū še naprej izvajajo uprizoritvene umetnosti kurtizan višjega razreda v Šimabari v Kjotu, nekateri običajni obrati za spolno delo pa še vedno obstajajo v Jošivara v Tokiu.

## Kjotskihanamači
Trenutno je v Kjotu pet aktivnih hanamačijev, ki se v lokalnem kjotskem narečju na splošno imenujejo kagai, včasih pa jih imenujejo tudi gokagai (五花街, »pet cvetličnih mest«):
- Gion (ločeno kot Gion Kōbu in Gion Higaši)
- Mijagava-čō
- Kamišičiken
- Pontočō

Kot hanamači za gejše, okrožje Šimabara ne obstaja; ki je bilo prej del šestih mestnih okrožij (skupaj imenovanih rōkkagai (»šest cvetličnih mest«)), ko je Šimabarina zadnja gejša odšla v poznem 20. stoletju, se je okrožje štelo za nedelujoče, kljub nadaljevanju tajū v okrožju.
Okrožja gejš v Kjotu so v glavnem združena okoli reke Kamo, od ulice Sandžō (3. ulica) do ulice Godžō (5. ulica), zlasti okoli ulice Šidžō – štiri od petih okrožij so na tem območju. Kamišičiken je ločen od drugih, saj je daleč na severozahodu, medtem ko je nedelujoče okrožje Šimabara prav tako na zahodu; večina okrožij je približno osredotočena okoli svojih dvoran za vaje, znanih kot kaburendžō (歌舞練場, lit.  »prostor za vadbo petja in plesa«).

### Tradicija
Vsako okrožje ima značilen grb (kamon ali mon), ki se pojavi na gejšinem kimonu, pa tudi na lučeh.
Poletna tradicija v času festivala Gion med kjotskimi hanamačiji je razdeljevanje personaliziranih učiva (団扇, ploščate pahljače) priljubljenim obiskovalcem in trgovinam, ki jih obiskujejo tako maiko kot gejše. Spredaj imajo grb gejšine hiše, zadaj pa ime gejše (hišno ime, nato osebno ime). Izdeluje jih Komaru-ja Sumii (小丸屋　住井) in so znani kot Kjōmaru-učiva (京丸うちわ, kjotski okrogli učiva). Ustanove, kot so bari, ki jih še posebej obiskujejo gejše, pogosto zbirajo veliko teh oboževalcev in jih običajno prikažejo v poletnih mesecih.
Vsi kjotski hanamači vsako leto prirejajo javne plese, znane kot odori (običajno zapisani v tradicionalnem črkovanju kana をどり, namesto v sodobnem črkovanju おどり), na katerih nastopata maiko in gejša. Ti vključujejo tudi neobvezno čajno slovesnost (čaj in vagaši, ki jih postreže maiko) pred nastopom. Te se izvajajo več tednov, večinoma spomladi – štirje hanamači jih organizirajo spomladi, eden (Gion Higaši) pa svoje jeseni. Različna okrožja so začela javne nastope v različnih letih; najstarejši so Gion Kōbu in Pontočō, katerih nastopi so se začeli na razstavi v Kjotu leta 1872, medtem ko so drugi (Kamišičiken, Mijagavačō) začeli nastopati v 1950-ih. Obstaja veliko predstav, pri čemer so vstopnice poceni in se gibljejo od okoli 1500 jenov do 4500 jenov. Najbolj znana je Mijako Odori, izvedena v Gion Kōbu, ki je ena od dveh najstarejših in ima največ predstav.
Plesi so naslednji (navedeni po vrstnem redu izvedbe skozi leto):
- Kitano Odori (北野をどり) – Kamišičiken (od leta 1953), pomlad, različni datumi, trenutno zadnji teden marca in prvi teden aprila
- Mijako Odori (都をどり) – Gion Kobu (od 1872), ves april
- Kjō Odori (京をどり) – Mijagava-čō (od leta 1950), prva 2 tedna aprila
- Kamogava Odori (鴨川をどり) – Pontočō (od 1872), večji del maja
- Gion Odori (祇園をどり) – Gion Higaši, začetek novembra

Prej je bilo tudi:
- Aojagi Odori (青柳踊) – Šimabara (od 1873 do 1880; končal leta 1881)

Obstaja tudi združena predstava vseh petih okrožij, ki se imenuje Kjotska združena javna predstava petih okrožij gejš (五花街合同公演, gokagai gōdō kōen) ali bolj formalno Kjotska posebna javna predstava petih okrožij gejš (京都).五花街合同伝統芸能特別公演, Kjōto gokagai gōdō dentō geinō tokubecu kōen). Ta poteka podnevi dva dni (sobota in nedelja) konec tedna konec junija (običajno zadnji ali predzadnji vikend) na velikem prizorišču, vstopnice pa so bistveno dražje od tistih za posamezne revije. V povezavi s tem dogodkom so zvečer na ta dva dneva večerne predstave s kaiseki obroki, bodisi združeni dogodek bodisi ločeni po okrožju. To je znano kot Večer okrožij petih gejš (五花街の夕べ, gokagai no jūbe) in je precej drago (kot je običajno za kaiseki) in zelo omejeno na voljo; to poteka od leta 1994.

## Tokijskihanamači
- Šinbaši
- Akasaka
- Asakusa
- Jošičō
- Kagurazaka
- Mukodžima
- Omori Kaigan

## Hanamačiblizu Tokia
- Hačiōdži

## Območja, zgodovinsko znana kothanamači
- Torimori
- Šintomičō
- Fukagava
- Marujamačō
- Janagibaši
- Nakano Šinbaši

## V Osaki
- Kita Šinči
- Minami Šinči
- Šinmači

## V Kanazavi
Okrožja gejš v Kanazavi so bila najbolj aktivna med obdobji 1820–30 in 1867–1954. Tri okrožja, ki se zdaj imenujejo čajagai, preživijo in pogosto predstavljajo javne predstave med največjimi turističnimi sezonami.
- Higaši Čaja Gai (vzhodno okrožje čajnice)
- Niši Čaja Gai (okrožje zahodne čajnice)
- Kazuemači (pisarniško mesto)